# Белый дракон (роман)
«Белый дракон» (1978) — третья книга фантастической эпопеи «Всадники Перна» американской писательницы Энн МакКефри, завершающая основную трилогию. Роман в 1979 был номинирован на премию Хьюго, а также на несколько других премий. Лауреат премий Еврокона за лучший роман (1980) и «Дитмар» за лучший зарубежный роман (1979).

## Описание сюжета
Молодой Владетель холда Руат Джексом запечатлил белого дракона Рута. Все решили, что слабый маленький дракон странного цвета не выживет. Однако он не только вырос и достаточно окреп, чтобы поднять в воздух своего всадника, но и открыл несколько уникальных талантов. С помощью своего дракона молодой лорд Джексом сумел предотвратить войну всадников с изгнанниками-Древними, похитившими Золотое яйцо. Также Рут может путешествовать во времени, что помогло им предотвратить растущий кризис между Вейрами. Отправившись на Южный контитент, Джексом тяжело заболел. Это обстоятельство вынуждает его остаться в Бухте и сделать важные открытия в истории Перна.

## Номинации и награды
- Премия «Хьюго» за лучший роман (1979, номинация)[2]
- Премия Еврокона за лучший роман (1980, победитель)[3]
- Премия «Дитмар[англ.]», номинация «Лучший зарубежный роман (1979, победитель)»[4]
- Премия «Балрог», номинация «Лучший роман» (1979, номинация)[5]
- Мемориальная премия Эдмонда Гамильтона и Ли Брэкетт[англ.] (1979, номинация)[6]